# BRMalls
BR Malls (BR Malls Participacoes SA) ist ein brasilianisches, in Rio de Janeiro ansässiges Unternehmen, das im Immobiliensektor tätig ist. Das Unternehmen ist spezialisiert auf die Verwaltung von Einkaufszentren. Das Unternehmen verwaltet über 45 Einkaufszentren in verschiedenen Regionen Brasiliens. Die Firma wird von Ecisa Engenharia, der Comercio e Industria Ltda, der Crystal Administradora de Shopping Centers Ltda, der BR Malls Servicos Compartilhados Ltda  und SPE Fortuna Gestao e Participacoes Ltda  betrieben.

## Geschichte
ECISA wurde 1949 gegründet und war im zivilen Bausektor tätig, unter anderem für den Bau von Straßen, Viadukten und Autobahnen.
In den 1970er Jahren stieg ECISA in den Bereich der Entwicklung und Investition von Einkaufszentren ein und reduzierte schrittweise seine anderen Aktivitäten. In diesem Bereich war die Firma für die Planung, Vermarktung, Einbindung und den Bau des Brasília National Set verantwortlich, dem ersten brasilianischen Projekt, das im Rahmen der Standards und Konzepte konzipiert wurde, die ein Einkaufszentrum auszeichnen. Zwischen 1980 und 2000 baute und verwaltete der Konzern die Einkaufszentren ECISA Shopping Recife, NorteShopping, Shopping Campo Grande, Shopping Delrey und Shopping Iguatemi Caxias do Sul. Shopping Villa-Lobos und Independência Shopping wurden in 2008 eröffnet.
Ende der 1990er Jahre wurden die Aktivitäten von ECISA im Bereich Shopping Mall Management sowie Store and Store Sales auf andere zu diesem Zweck gegründete Zweckgesellschaften übertragen. Es handelt sich um die Unternehmen Egec und Dacom, die damit begannen, Dienstleistungen für die Einkaufszentren zu erbringen, an denen ECISA neben denen Dritter beteiligt war.
Im Oktober 2006 schlossen sich GP Investimentos und Equity Internacional, ein globales Immobilienunternehmen an, kauften ECISA, EGEC und Dacom und gründeten BRMALLS. BRMALLS war zu diesem Zeitpunkt der fünftgrößte brasilianische Betreiber von Einkaufszentren und größter Anbieter von Marketing- und Verwaltungsdienstleistungen in diesem Sektor.